# Silver Galapagos
El Silver Galapagos es un barco de expedición anteriormente llamado Galápagos Explorer II para la flota de Renaissance Cruises. Actualmente es operado por la línea de cruceros de lujo, Silversea Cruises.
El buque tiene un peso muerto de 884 toneladas y se construyó en 1990.
El barco tiene 50 camarotes, y el 48% de estos tiene balcón.
El buque se unió a la flota en otoño de 2013 después de una remodelación.